# Alessandro Cosimi
Alessandro Cosimi (n. 10 noiembrie 1955, Livorno, Italia) este un politician italian.